# Atopomesus pachyodus
Atopomesus pachyodus är en fiskart som beskrevs av Myers 1927. Atopomesus pachyodus ingår i släktet Atopomesus och familjen Characidae. Inga underarter finns listade.